# Prosoplus criminosus
Prosoplus criminosus är en skalbaggsart som först beskrevs av Francis Polkinghorne Pascoe 1864.  Prosoplus criminosus ingår i släktet Prosoplus och familjen långhorningar. Inga underarter finns listade i Catalogue of Life.